# Gouvernement Barcina
Communauté forale de Navarre
Sanz IV Barkos
Le gouvernement Barcina est le gouvernement de la communauté autonome espagnole de Navarre entre le 2 juillet 2011 et le 23 juillet 2015, sous la VIIIe législature du Parlement.
Il est dirigé par la régionaliste conservatrice Yolanda Barcina, arrivée en tête aux élections de 2011 avec une majorité relative. Il repose initialement sur une coalition entre l'Union du peuple navarrais et le Parti socialiste. Celle-ci est rompue en juin 2012. Il succède au quatrième gouvernement du régionaliste conservateur Miguel Sanz et cède le pouvoir au gouvernement de la nationaliste de gauche Uxue Barkos, constitué de trois forces politiques.

## Historique
Ce gouvernement est dirigé par la nouvelle présidente régionaliste conservatrice, Yolanda Barcina. Il est initialement constitué et soutenu par une coalition entre l'Union du peuple navarrais (UPN) et le Parti socialiste ouvrier espagnol (PSOE). Ensemble, ils disposent de 28 députés sur 50, soit 56 % des sièges du Parlement.
Il est formé à la suite des élections autonomiques du 22 mai 2011.
Il succède donc au quatrième gouvernement présidé par Miguel Sanz et constitué par la seule  Union du peuple navarrais.

### Formation
Au cours du scrutin, aussi bien l'Union du peuple navarrais que le Parti socialiste reculent en sièges. Bien que le PSOE devienne la deuxième force politique, il obtient à cette époque le pire résultat de son histoire régionale, mais il détient la clé de la stabilité politique de la communauté autonome, car une hypothétique alliance entre l'UPN et le Parti populaire échoue à conquérir la majorité absolue, à trois sièges près.
Après avoir rencontré l'intégralité des forces politiques, le secrétaire général du PSOE, Roberto Jiménez, indique le 9 juin qu'il entend négocier avec l'UPN la formation du futur gouvernement. Il se refuse en effet à s'allier avec Bildu dans la mesure où celle-ci n'a pas rempli l'exigence posée par le PSOE, à savoir appeler à la disparition d'ETA. Les deux formations s'entendent rapidement, et le 18 juin, le comité exécutif de l'Union du peuple navarrais et le comité régional du Parti socialiste ratifient le pacte qu'ils ont scellé et qui prévoit la présidence et cinq conseillers pour l'UPN, et trois conseillers pour le PSOE. Yolanda Barcina et Roberto Jiménez signent formellement l'accord le 21 juin suivant.
Le 23 juin, Yolanda Barcina est investie présidente de la Communauté forale dès le premier tour. Elle obtient 28 voix sur 50, provenant uniquement de l'UPN et du PSOE. Elle prête serment une semaine plus tard, le 1er juillet, devant le Parlement, en présence notamment du ministre José Blanco. Les huit conseillers sont assermentés et entrent en fonction le lendemain.

### Évolution
Le Parti socialiste annonce le 1er juin 2012 que le gouvernement « est en crise » après que le conseiller à l'Économie et aux Finances, Álvaro Miranda, a annoncé le gel de 132 millions € de crédits budgétaires. Après une semaine de déclarations publiques, Yolanda Barcina et Roberto Jiménez s'entendent sur la manière de rétablir la confiance entre eux, qui passe notamment par un travail conjoint et échelonné sur la situation budgétaire de la communauté autonome. Le 15 juin, la présidente prend la décision de destituer son vice-président, après que celui-ci a mis en doute la véracité de l'état des comptes publics territoriaux, en conséquence de quoi le PSOE décide de passer dans l'opposition. Elena Torres et Anai Astiz, les deux autres conseillères socialistes, remettent aussitôt leur démission. Yolanda Barcina procède le 22 juin à un remaniement gouvernemental, faisant appel à des personnalités au faible capital politique, réorganisant les départements exécutifs et débarquant Álvaro Miranda au profit de Lourdes Goicoechea, qui devient la première femme « numéro deux » dans l'histoire du gouvernement régional.

### Succession
Lors d'une conférence de presse convoquée le 10 novembre 2014, Yolanda Barcina annonce qu'elle mettra un terme à sa carrière politique à la fin de la législature, et qu'elle ne sera donc pas candidate à sa succession.
Aux élections autonomiques du 24 mai 2015, l'Union du peuple navarrais arrive en tête mais n'est pas en mesure de réunir une majorité même en s'associant avec le Parti socialiste et le Parti populaire (PP). Geroa Bai, devenue la deuxième force parlementaire, est en mesure de forger une majorité alternative.
Le 17 juillet, Geroa Bai, Euskal Herria Bildu, Podemos et Izquierda-Ezkerra s'entendent sur un programme commun de gouvernement. Uxue Barkos est investie le 20 juillet présidente de la Communauté forale par 26 voix pour, 17 voix contre et 7 abstentions. Elle prête serment deux jours plus tard devant le Parlement. Son gouvernement est assermenté le 23 juillet.

## Composition

### Initiale
| Fonction                                                                                             | Titulaire | Titulaire                            | Parti |
| --- | --------- | ------------------------------------ | ----- |
| Présidente                                                                                           |           | Yolanda Barcina                      | UPN   |
| Premier vice-président Conseiller à la Présidence, aux Administrations publiques et à l'Intérieur    |           | Roberto Jiménez Alli                 | PSN   |
| Second vice-président Conseiller à l'Économie et aux Finances                                        |           | Álvaro Miranda Simavilla             | UPN   |
| Conseiller à la Culture, au Tourisme et aux Relations institutionnelles Porte-parole du gouvernement |           | Juan Luis Sánchez de Muniáin Lacasia | UPN   |
| Conseiller à l'Éducation                                                                             |           | José Iribas Sánchez de Boado         | UPN   |
| Conseillère à la Santé                                                                               |           | Marta Vera Janín                     | UPN   |
| Conseillère à la Politique sociale, à l'Égalité, aux Sports et à la Jeunesse                         |           | María Elena Torres Miranda           | PSN   |
| Conseillère au Développement rural, à l'Industrie, à l'Emploi et à l'Environnement                   |           | Lourdes Goicoechea Zubelzu           | UPN   |
| Conseiller à l'Équipement et au Logement                                                             |           | Anai Astiz Medrano                   | PSN   |

### Remaniement du22 juin 2012
- Les nouveaux conseillers sont indiqués en gras, ceux ayant changé d'attributions en italique.

| Fonction | Titulaire | Titulaire                                                          | Parti |
| --- | --------- | ------------------------------------------------------------------ | ----- |
| Présidente |           | Yolanda Barcina                                                    | UPN   |
| Première vice-présidente Conseillère à l'Économie, aux Finances, à l'Industrie et à l'Emploi                               |           | Lourdes Goicoechea Zubelzu                                         | UPN   |
| Second vice-président Conseiller à la Culture, au Tourisme et aux Relations institutionnelles Porte-parole du gouvernement |           | Juan Luis Sánchez de Muniáin Lacasia                               | UPN   |
| Conseiller à la Présidence, à la Justice et à l'Intérieur                                                                  |           | Javier Morrás Iturmendi                                            | UPN   |
| Conseiller au Développement rural, à l'Environnement et à l'Administration locale                                          |           | José Javier Esparza                                                | UPN   |
| Conseiller à l'Éducation                                                                                                   |           | José Iribas Sánchez de Boado                                       | UPN   |
| Conseillère à la Santé |           | Marta Vera Janín                                                   | UPN   |
| Conseiller aux Politiques sociales                                                                                         |           | Jesús Pejenaute Grávalos (jusqu'au 23/10/2012) Íñigo Alli Martínez | UPN   |
| Conseiller à l'Équipement                                                                                                  |           | Luis Zarraluqui Ortigosa                                           | UPN   |